# Иваньков (Лоевский район)
Иваньков (бел. Іванькаў) — деревня в Малиновском сельсовете Лоевского района Гомельской области Беларуси.
На юге, востоке и севере граничит с лесом.

## География

### Расположение
В 22 км на запад от Лоева, 63 км от железнодорожной станции Речица (на линии Гомель — Калинковичи), в 74 км от Гомеля.

## Транспортная сеть
Транспортные связи по просёлочной, затем автомобильной дороге Лоев — Речица. Планировка состоит из дугообразной улицы, ориентированной с юго-запада на северо-восток. Застроена преимущественно односторонне деревянными крестьянскими усадьбами.

## История
По письменным источникам известна с XIX века как село в Ручаёвской волости Речицкого уезда Минской губернии. В 1930 году жители вступили в колхоз, работала кузница. В результате катастрофы на Чернобыльской АЭС подверглась радиационному загрязнению и отнесена к категории населённых пунктов с правом отселения. В составе колхоза имени К. Маркса (центр — деревня Малиновка). Располагались фельдшерско-акушерский пункт.

## Население

### Численность
- 1999 год — 24 хозяйства, 45 жителей.

### Динамика
- 1897 год — 20 дворов, 139 жителей (согласно переписи).
- 1908 год — 29 дворов, 189 жителей.
- 1959 год — 184 жителя (согласно переписи).
- 1999 год — 24 хозяйства, 45 жителей.